# Artilleritraktor m/43
Az Artilleritraktor m/43, más néven Volvo HBT (HalvBandTraktor - féllánctalpas vontató) a svéd Volvo által gyártott tüzérségi vontató, melyet elsősorban a Haubits m/39 vagy m/40 típusú tarackok vontatására használtak.
1942-ben megbízták a Volvót az Artilleritraktor m/40 (a Demag által gyártott Sd.Kfz. 10 féllánctalpas vontató svéd megnevezése) nagyobb és nehezebb változatának megtervezésével. Az új járművet 1943-1944-ben kezdték szállítani. Habár külsőleg nagyon hasonlít német rokonához, mindössze lánctalpszemeik ugyanazok.
Az m/43-as vontatóból 108 darabot gyártottak, melyeket 1955-1956-ig használtak. A megmaradt vontatókat szétbontották, másokat Bolíviának adtak el vagy átalakították reptéri vontatójárművekké, ezeknél a lánctalpakat nagy kerekekre cserélték.